# 11408 Zahradník
11408 Zahradník là một tiểu hành tinh vành đai chính với chu kỳ quỹ đạo là 2059.5678512 ngày (5.64 năm).
Nó được phát hiện ngày 13 tháng 3 năm 1999.